# Nemestrinus
Nemestrinus är ett släkte av tvåvingar. Nemestrinus ingår i familjen Nemestrinidae.

## Dottertaxa tillNemestrinus, i alfabetisk ordning[1]
- Nemestrinus abdominalis
- Nemestrinus aegyptiacus
- Nemestrinus albomaculatus
- Nemestrinus ales
- Nemestrinus amoenus
- Nemestrinus ariasi
- Nemestrinus ater
- Nemestrinus bombiformis
- Nemestrinus brandti
- Nemestrinus canaaniticus
- Nemestrinus candicans
- Nemestrinus capito
- Nemestrinus caucasicus
- Nemestrinus chinganicus
- Nemestrinus cinereus
- Nemestrinus dedecor
- Nemestrinus eristalis
- Nemestrinus escalerai
- Nemestrinus exalbidus
- Nemestrinus fasciatus
- Nemestrinus fascifrons
- Nemestrinus flavipes
- Nemestrinus fraudatrix
- Nemestrinus graecus
- Nemestrinus gussakovskiji
- Nemestrinus hermanni
- Nemestrinus hirsutus
- Nemestrinus hirtus
- Nemestrinus incertus
- Nemestrinus innotatus
- Nemestrinus iranicus
- Nemestrinus kiritshenkoi
- Nemestrinus kozlovi
- Nemestrinus laetus
- Nemestrinus lichtwardti
- Nemestrinus marginatus
- Nemestrinus melaleucus
- Nemestrinus modestus
- Nemestrinus mollis
- Nemestrinus mongolicus
- Nemestrinus naso
- Nemestrinus nigrofemoratus
- Nemestrinus nigrovillosus
- Nemestrinus nitidus
- Nemestrinus obscuripennis
- Nemestrinus oldroydi
- Nemestrinus pallipes
- Nemestrinus perezii
- Nemestrinus persicus
- Nemestrinus pieltaini
- Nemestrinus pollinosus
- Nemestrinus pubescens
- Nemestrinus reticulatus
- Nemestrinus reticuloides
- Nemestrinus rjabovi
- Nemestrinus roederi
- Nemestrinus roseus
- Nemestrinus rubriventris
- Nemestrinus ruficaudis
- Nemestrinus ruficornis
- Nemestrinus rufipes
- Nemestrinus rufotestaceus
- Nemestrinus signatus
- Nemestrinus simplex
- Nemestrinus sinensis
- Nemestrinus striatus
- Nemestrinus surcoufi
- Nemestrinus transfasciatus
- Nemestrinus variicolor